# Borassus madagascariensis
Borassus madagascariensis är en enhjärtbladig växtart som först beskrevs av Henri Lucien Jumelle och Joseph Marie Henry Alfred Perrier de la Bâthie, och fick sitt nu gällande namn av Wenceslas Bojer, Henri Lucien Jumelle och Joseph Marie Henry Alfred Perrier de la Bâthie. Borassus madagascariensis ingår i släktet Borassus och familjen Arecaceae. Inga underarter finns listade i Catalogue of Life.